# Burt Young
Burt Young (Nova Iorque, 30 de abril de 1940 – Los Angeles, 8 de outubro de 2023) foi um ator norte-americano. Ele é mais conhecido por ter feito o papel de Paulie na franquia de filmes Rocky.

## Vida pessoal
Young nasceu como Jerry De Louise no Queens, Nova York, filho de Josephine e Michael. Ele foi treinado por Lee Strasberg no estúdio do ator. Young foi viúvo e tem uma filha, Anne Morea. Possuiu um restaurante no Bronx, Nova York.

## Carreira
Young fez mais sucesso atuando como personagens grosseiros de classe trabalhadora Italo-americanos, o seu papel mais conhecido é como "Paulie Pennino" cunhado de Rocky junto com Sylvester Stallone e Tony Burton foi o único ator a fazer os seis filmes da série, no primeiro, recebeu uma indicação ao Oscar de Melhor Ator Coadjuvante.
Ele desempenhou personagens semelhantes em Chinatown, Convoy, Back to School, The Pope of Greenwich Village, Once Upon a Time in America, Last Exit to Brooklyn, Downtown: A Street Tale, e Amityville II: The Possession. Young também apareceu em muitos programas de televisão, incluindo Baretta, Law & Order, Walker, Texas Ranger, M * A * S * H, um coadjuvante em um episódio de Miami Vice, e fez uma aparição em The Sopranos como um velho mafioso morrendo de câncer, que sai da aposentadoria para executar uma batida em um afilhado a quem ele odeia.
Young foi um pintor cuja arte foi exibida em galerias de todo o mundo. Ele também foi um autor publicado, cujas obras incluem dois roteiros filmados em 400 páginas historicamente baseado na novela Endings.
Ele também escreveu duas peças de teatro: SOS e A Letter to Alicia.

## Morte
Young morreu em 8 de outubro de 2023, aos 83 anos, em Los Angeles.

## Filmografia
Boneca russa ep 04 , entrando no hall..2019
- Nova York, Eu Te Amo (2008), Proprietário
- Go Go Tales (2007), Murray
- Rocky Balboa (2006), Paulie
- O Pagamento Final: Rumo ao Poder (2005)
- Transamérica (2005)
- Medo e Obsessão (2004)
- Venha me Beijar (2004)
- As Aventuras de Pluto Nash (2002), Gino
- Mickey Olhos Azuis (1999)
- Wasteland - Terra Sem Lei (1999)
- Loucos de Amor (1997)
- Se as Mulheres Tivessem Asas (1997) (Feito para TV), Louis Ippolito
- Dupla Decepção (1993)
- Força Bruta (1993)
- Backstreet - Sonhos de um Rebelde (1990)
- Rocky 5 (1990)
- De volta as aulas (1986)
- Rocky 4 (1985)
- Era uma Vez na América (1984)
- Nos Calcanhares da Máfia (1984)
- Rocky III - O Desafio Supremo (1982), Paulie
- Terror em Amityville (1982)
- Murder Can Hurt You! (1980)
- Rocky 2 - A Revanche (1979)
- Comboio (Convoy) (1978)
- Rocky - Um Lutador (1976), Paulie
- Chinatown (1974)
- Licença para Amar até a Meia-Noite (1973)